# Fancy Like
«Fancy Like» — песня американского поп- и кантри-певца Уокер Хейз, вышедшая 4 июня 2021 года на лейбле Monument Records Nashville. и на пятом мини-альбоме Country Stuff (2021).
Хейз написал её совместно с Cameron Bartolini, Josh Jenkins и Shane Stevens, и был сопродюсером вместе с Joe Thibodeau и Шейном Маканалли. 10 сентября 2021 года вышел ремикс с участием певицы и автора-исполнителя Кеши.
Сингл возглавил кантри-чарт Hot Country Songs и был на третьем месте в Billboard Hot 100, получил платиновую сертификацию RIAA.

## История
Во время пандемии COVID-19 Хейз и его семья решили снимать видео в TikTok для развлечения, создавая танцы для нескольких песен из своего мини-альбома EP Country Stuff для своих детей, в том числе «Country Stuff» и «I Hope You Miss Me». Видео «Fancy Like» в TikTok набрало более 490 000 лайков и 4700 комментариев, стало популярным мемом и привело к тому, что песня стала вирусным хитом.
В интервью CMT он сказал: «Приятно осознавать, что когда вы публикуете что-то настолько честно, я просто писал о своей семье. В этом нет никакой претенциозности, это настоящая магия. И танцы, это всего лишь я, будучи папой. Я имею в виду, вот как мы здесь кружимся».
В ответ на популярность песни сеть ресторанов Applebee’s вернула в меню свой молочный коктейль с мороженым и печеньем Oreo Cookie Shake, который был упомянут в песне и выпуск которого был прекращен после начала пандемии COVID-19 ещё в марте 2020 года. Сеть использовала песню в рекламных роликах в конце лета и осенью 2021 года.

## Коммерческий успех
После того, как Хейз разместил серию видео с песней в сети TikTok вместе со своими детьми, песня была продана 10 300 копиями за неделю, закончившуюся 17 июня 2021 года. Она достигла пятой позиции в Billboard Hot 100 и первой позиции в чарте Hot Country Songs становится первым синглом Хейса в десятке лучших и занимающим самые высокие места в чартах на сегодняшний день. 9 августа 2021 года трек был сертифицирован RIAA как золотой, а 7 сентября 2021 года — платиновый.
25 сентября 2021 года сингл «Fancy Like» 10-ю неделю лидировал в Hot Country Songs, а также достиг второго места в чарте Digital Song Sales, № 7 в Streaming Songs, № 5 в Billboard Hot 100.
16 октября «Fancy Like» 13-ю неделю лидировал в Hot Country Songs, а также достиг третьего места в Hot 100. И это лишь пятый кантри-хит № 1, попавший в тройку лучших Hot 100 с 2012 года, когда был введён новый стриминговый подсчёт кантри-чартов. Ранее это удалось таким синглам как «We Are Never Ever Getting Back Together» (Тейлор Свифт, 3 недели № 1 в Hot 100; 10 недель № 1 в Hot Country Songs; 2012), «Meant to Be» (Bebe Rexha & Florida Georgia Line, № 2 в Hot 100; рекордные 50 недель № 1 в кантри-чарте; 2017-18), «Forever After All» (Люк Комбс, № 2 в Hot 100; 10; 2020-21), «I Hope» (Габби Барретт, № 3 в Hot 100; 27; 2020-21).

## Чарты
| Чарт (2021)                         | Высшая позиция |
| ----------------------------------- | -------------- |
| Австралия (ARIA)                    | 42             |
| Канада (Billboard Canadian Hot 100) | 9              |
| Канада (Billboard AC)               | 46             |
| Канада (Billboard Country)          | 3              |
| Канада (Billboard CHR/Top 40)       | 25             |
| Канада (Billboard Hot AC)           | 20             |
| Мир (Billboard Global 200)          | 25             |
| Новая Зеландия (RMNZ)               | 16             |
| США (Billboard Hot 100) ·           | 3              |
| США (Billboard Adult Contemporary)  | 16             |
| США (Billboard Adult Pop Airplay)   | 9              |
| США (Billboard Country Airplay)     | 1              |
| США (Billboard Hot Country Songs)   | 1              |
| США (Billboard Pop Airplay)         | 14             |

| Чарт (2021)                       | Позиция |
| --------------------------------- | ------- |
| Канада (Canadian Hot 100)         | 41      |
| Мир, Global 200 (Billboard)       | 107     |
| США Billboard Hot 100             | 27      |
| США Adult Top 40 (Billboard)      | 50      |
| США Country Airplay (Billboard)   | 50      |
| США Hot Country Songs (Billboard) | 2       |

## Сертификации
| Регион                                                                      | Сертификация  | Продажи   |
| --------------------------------------------------------------------------- | ------------- | --------- |
| Австралия (ARIA)                                                            | Платиновый    | 70 000    |
| Канада (Music Canada)                                                       | 3× Платиновый | 240 000   |
| Новая Зеландия (RMNZ)                                                       | 2× Платиновый | 60 000    |
| Великобритания (BPI)                                                        | Серебряный    | 200 000   |
| США (RIAA)                                                                  | 6× Платиновый | 6 000 000 |
| Данные о продажах + прослушиваниях приведены только на основе сертификации. |               |           |

## История релиза
| Регион | Дата             | Формат                     | Версия      | Лейбл              | Ссылка |
| ------ | ---------------- | -------------------------- | ----------- | ------------------ | ------ |
| США    | 2 августа 2021   | Country radio              | Original    | Monument Nashville | [ 42 ] |
| США    | 30 августа 2021  | Adult contemporary radio   | Original    | Monument Nashville | [ 43 ] |
| США    | 31 августа 2021  | Contemporary hit radio     | Original    | Monument Nashville | [ 44 ] |
| Мир    | 10 сентября 2021 | Цифровые загрузки стриминг | Kesha remix | Monument Nashville | [ 45 ] |